# 東郡大山
東郡大山（布農語：（郡社群）、（巒社群））為台灣中央山脈的知名高山，標高3,619公尺，設有一等三角點，台灣百岳排名第15、十崇之首。位於南投縣信義鄉東埔村，為中央山脈南段主脊義西請馬至山往西北岔出十多公里的大支脈東郡山彙的最高峰，南方支稜有本鄉山、櫧山轉西接往無雙山，北邊支稜連接宇達佩山、東巒大山，西邊隔郡大溪與玉山山脈北段郡大山、巒大山對望。其特色為山勢高聳不易攀登。布農語、意為「界線」，郡、巒社群以此山稜為分界，山名以首音節疊音。。

## 歷史

#### 布農神話
布農族流傳有南島語族共有的大洪水神話：太古時期有大蛇作亂，濁水溪被牠堵塞到處氾濫，整個大地都變成汪洋，只剩下高山（玉山）、（東郡大山）、（卓社大山）還露出水面，成為僅存族人最後避難的地方:183,268。布農還流傳南島語族共有的「太陽征伐」神話：太古天上有兩個太陽，地上生靈塗炭酷熱不堪，勇士出發征伐太陽，由於路途遙遠勇士攜帶小孩，父子經過千辛萬苦終於接近世界盡頭太陽居住地在東郡大山，張弓射箭，其中一個太陽中箭變成月亮。